# 程江 (梅江)
程江，位于中华人民共和国江西省南部和广东省东北部，是梅江左岸支流，发源于江西寻乌县丹溪乡蓝岭，蜿蜒东南流经广东平远县富石水库、石正镇（此段也称石正河）、梅州市梅县区梅西水库、南口镇、程江镇、新城街道办，梅江区西郊街道办，最后于梅州市区沿江半岛过德龙大桥后汇入梅江。河长94千米，平均比降2.68‰，流域面积718平方千米。